# William Guy Carr
William James Guy Carr (Formby, 2 giugno 1895 – Ontario, 2 ottobre 1959) è stato uno scrittore e ufficiale canadese (Royal Canadian Navy), che ha partecipato sia alla prima che alla seconda guerra mondiale.

## Biografia
Fu commodoro della marina canadese e autore di libri sulla seconda guerra mondiale e sulle teorie delle cospirazioni. Ottenne una certa notorietà grazie ai racconti riguardanti le proprie esperienze di guerra. Tra l'altro, Carr scrisse libri sulla guerra sottomarina inglese che ebbero una grande diffusione. Negli anni cinquanta, fu il leader della Federazione Nazionale anti-Comunista dei Laici Cristiani (anti-Communist National Federation of Christian Laymen) di Toronto. Fu anche presidente del Naval Club di Toronto.
I suoi libri principali, Pawns in the Game e The Red Fog over America, che trattano degli Illuminati, sono rispettivamente del 1954 e del 1955 e sono stati ristampati diverse volte fino alle ultime edizioni, rispettivamente, del 2012 e del 2000. Pawns in the Game è stato anche tradotto in francese, come anche Satan, Prince of this World e The Conspiracy to destroy all existing Governments and Religions, scritti alla fine degli anni cinquanta ed usciti postumi. Trascrisse una comunicazione tra Albert Pike e Giuseppe Mazzini sulla prospettiva di una serie di tre guerre mondiali di cui la terza è in prospettiva profetica.

## Opere
- British Submarines in World War I: Dispassionate Heroism (Allborough Maritime History)
- By Guess and By God: the Story of the British Submarines in the Way (1930)
- Hell's Angels of the Deep (1932)
- High and Dry (1938)
- Good Hunting
- Out of the Mists
- Brass Hats and Bell-Bottomed Trousers. Unforgettable and Splendid Feats of the Harwich Patrol (1939)
- Bottomed Trousers
- Checkmate in the North: the Axis Planned to Invade America (1944)
- Pawns in the Game (1954)
- The Red Fog over America (dicembre 1955)
- Satan, Prince of this World
- The Conspiracy to Destroy All Existing Governments and Religions
- The Devil's Poison
- The Synagogue of Satan
- The International Conspiracy (1956)
- News Behind the News